# Кемерзана
Кемерзана (рум. Cămărzana) — комуна у повіті Сату-Маре в Румунії. До складу комуни входить єдине село Кемерзана.
Комуна розташована на відстані 449 км на північний захід від Бухареста, 38 км на північний схід від Сату-Маре, 137 км на північ від Клуж-Напоки.

## Населення
За даними перепису населення 2002 року у комуні проживали 2643 особи. Усі жителі комуни рідною мовою назвали румунську.
Національний склад населення комуни:
| Національність | Кількість осіб | Відсоток |
| -------------- | -------------- | -------- |
| румуни         | 2642           | > 99,9%  |
| цигани         | 1              | < 0,1%   |

Склад населення комуни за віросповіданням:
| Релігія            | Кількість осіб | Відсоток |
| ------------------ | -------------- | -------- |
| православні        | 2273           | 86,0%    |
| п'ятдесятники      | 178            | 6,7%     |
| греко-католики     | 128            | 4,8%     |
| адвентисти         | 22             | 0,8%     |
| римо-католики      | 3              | 0,1%     |
| не релігійні       | 1              | < 0,1%   |
| не вказали релігію | 16             | 0,6%     |

## Зовнішні посилання
- Дані про комуну Кемерзана на сайті Ghidul Primăriilor